# Kawasaki 3P
Kawasaki 3p je zagrebački punk sastav.

## Povijest sastava
Osnovan je 1993. u Zagrebu. Tokom 1990-ih snimili su nekoliko demosnimki, te su nastupali po klubovima i festivalima (prvi nastup je održan 30. svibnja 1993. godine u klubu "Heaven ´88" u Zagrebu) u postavi: Klit bas, Sprle gitara, Robi bubnjevi, Tomfa glas. Široj javnosti postaju poznati 2003. godine svojim provokativnim nastupom na Dori s pjesmom "Antonija". Te godine objavljuju i svoj debitantski studijski album Kawasaki 3p, koji je nagrađen Porinom za najbolji album alternativne glazbe, a sastav je dobio i nagradu Crni Mačak za "nadu godine". Za pjesme "Antonija", "Kak si, pa tak" i "Snifa san glu" su snimili i spotove. S nekim promjenama postave, 2009. godine objavljuju drugi studijski album Idu Bugari, koji je par tjedana bio najprodavaniji album u Hrvatskoj. Za prvi singl "Puta madre" je snimljen i spot. Kasnije je snimljen još jedan spot za pjesmu "Nidanine", koja postaje hitom godine na Radiju 101 te spot za pjesmu Niskarastaman s kojom nastupaju na Porinu 2010.godine gdje ponovo osvajaju nagradu 'Porin' za album godine'Idu Bugari',S istim albumom osvajaju 7 Zlatnih Koogli (od 7 nominacija) i te nagradu 'Davorin' za najbolji rock album. U periodu od izlaska 2. albuma da 2013.godine sviraju preko 200 koncerata,između ostalih sve najveće festivale u regiji,npr Exit i In Music (obadva festivala sviraju dvije godine za redom, Terraneo, Špancirfest itd). Od samostalnih koncerata vrijedi izdvojiti 4 rasprodana solo koncerta u Tvornici Kulture te do sad najveći,također rasprodan solo koncert Kawasaki 3P u Dvorištu Jedinstvo na kojem su prodali preko 2000 karata ( više od 1000 ljudi ih je gledalo preko ograde s nasipa rijeke Save). U tom periodu grupi se priključuje trubač Luka Dominik a zbog zdravstvenih problema sastav napušta bubnjar Stjepan Jureković Štef, a na njegovo mjesto dolazi Nikola Babić.Od polovice 2013.godine rade na novom 3.albumu koji je sniman u studijima RSL u Novom Mestu ( Slovenija ) i studiju Kramasonik u Zagrebu .
Konačno početkom 2015. Kawasaki 3P izdaje spot/single '3 Problema' koji najavljuje novi album.Kawasaki 3P 3.album "Goli Zbog Pasa" je izašao 14.2.2015. opet za Dancing Bear i u prvom tjednu je već zasjeo na prvo mjesto prodanih albuma (i domaćih i stranih) te pobrao euforične kritike kao nikad do sad u kojima svi recenzenti napominju da je to do sada ubjedljivo najbolji album u karijeri Kawasaki 3P.Sastav je odsvirao i rasprodanu promociju albuma u Maloj Tvornici svega par dana nakon izlaska albuma u kojoj su kritičari napomenuli da će ovo biti godina velikog Tripa. Koncertna promocija će se nastaviti po cijeloj regiji 2015.Prvi na redu je drugi promotivni koncert ali u Velikoj Tvornici 21.03.2015.

## Članovi sastava

### Trenutačna postava
- Tomislav Vukelić "Tomfa" – vokal
- Toni Babarović "Babke" – gitara
- Davor Viduka - gitara
- Mario Boršćak – bas-gitara
- Nikola Babić – bubnjevi
- Igor Pavlica – truba
- Stipe Mađor – truba

### Bivši članovi
- Vedran Pušić – gitara
- Mario Peretić "Zoid" – bubnjevi
- Krešo Šojat – saksofon
- Robert Valkaj – bubnjevi
- Dražen Karakaš "Klit" – bas-gitara
- Hrvoje Stančin "Sprle" – gitara
- Igor Periša "Debeli" "X" – bas-gitara
- Mario Šarac – bubnjevi
- Stjepan Jureković "Štef"-bubnjevi
- Demirel Pašalić - truba
- Zoran Stojanović "Kizo" - gitara
- Luka Dominik
- Marko Balenović "Balson" - bubanj

## Diskografija

### Studijski albumi
- Kawasaki 3p (2003.) - Dancing Bear
- E.P. Mupov-ska (2006.) - Dancing Bear
- Idu Bugari (2009.) - Dancing Bear
- Prošireno L.P. izdanje Idu Bugari (2012.) - Dancing Bear
- Goli zbog pasa (2015.) - Dancing Bear
- "25 godina x Teatra &TD” live CD i DVD  (2019) - Dancing Bear

## Vanjske poveznice
- Službena stranica  Arhivirana inačica izvorne stranice od 30. kolovoza 2013. (Wayback Machine)